# Promachus macquartii
Promachus macquartii är en tvåvingeart som först beskrevs av Camillo Rondani 1848.  Promachus macquartii ingår i släktet Promachus och familjen rovflugor. Inga underarter finns listade i Catalogue of Life.